# 반치음
반치음(半齒音) 또는 반잇소리(반니쏘리)는 전통적 음운학에서 치음과 조음 위치나 조음 방법이 비슷하지만 오음(五音) 기준에 속하지 않는 닿소리를 분류한 것이다. 한국 훈민정음 초성 체계에서는 'ㅿ', 중국 삼십육자모에서는 日母로 표기한 것이다. 

## 훈민정음 초성 체계
훈민정음 초성 체계에서는 'ㅿ' 자모가 불청불탁의 반치음에 분류된다. ㅿ은 중국 자모 日母에 해당하고 여러 사실로부터 유성 치경 마찰음[z]이라고 추정된다. 
| 오음              | 전청 | 차청 | 전탁 | 불청불탁  |
| ----------------- | ---- | ---- | ---- | --------- |
| 반치음 (반잇소리) |      |      |      | ㅿ 穰 [z] |

- 현대 음성학에서 전청(全淸)은 무기 무성음, 차청(次淸)은 유기 무성음, 전탁(全濁)은 경음, 불청불탁(不淸不濁)은 유성음 가운데 비음, 유음, 마찰음, 두자음 없이 모음으로 시작하는 것을 나타낸다.

## 중국 음운학
중국어 중고음(中古音, 수나라, 당나라의 발음)의 성모(聲音, 두자음)을 표기하는 삼십육자모(三十六字母)에서  日母가  차탁의 반치음에 분류되어 있다. 
| 오음           | 전청 | 차청 | 전탁 | 차탁    |
| -------------- | ---- | ---- | ---- | ------- |
| 반치음(半歯音) |      |      |      | 日 [ɳʐ] |

- 현대 음성학에서 전청(全淸)은 무기 무성음, 차청(次淸)은 유기 무성음, 전탁(全濁)은 유성음 가운데 파열음, 마찰음, 파찰음, 차탁(次濁)은 유성음 가운데 비음, 유음, 반모음, 영성모(零聲母, 음절이 두자음 없이 모음으로 시작되는 것)을 나타낸다.
- 日母는 치경구개음이나 경구개음이라고 여기는 바도 있다. 하여튼 혀가 경구개에 가까워져서 나는 발음이었다.

당나라 때 중국어에서는 비음의 denasalization(비음의 후반부가 구음화(口音化)하는 현상)이 일어났다. 즉 明母는 [mb], 微母는 [ɱv], 泥母는 [nd], 疑母는 [ŋɡ]로 되었다. 일본어 한자음 중 한음(漢音)은 이 현성을 반영한다. 馬 오음(吳音):/ma/ 한음:/ba/, 微 오음:/mi/ 한음/bi/, 泥 오음:/nai/ 한음:/dei/, 疑 오음; 한음:/gi/, 日 오음:/nichi/ 한음:/jitsu/등). 
그 후에 日母는 그대로 비음 음가가 없어지고 유성 마찰음이 되었고 현대 중국어 보통화에서는 /r/(유성 권설 마찰음; ʐ)이다. 그래서 日母는 마찰음으로서 치음 일종에 분류하고 원래 비음이었던 것으로 차탁에 속한다.
한국 한자음 표기에서는 반치음에 대해 ㅿ를 썼다. 예: 日 ᅀᅵᆯ, 人 ᅀᅵᆫ, 二 ᅀᅵ, 兒 ᅀᆞ.